# Hidden Meadows (Californie)
Hidden Meadows est une census-designated place du comté de San Diego, dans l'État de Californie, aux États-Unis,. En 2020, elle compte une population de 4 484 habitants.